# Schlacht um Kolwezi

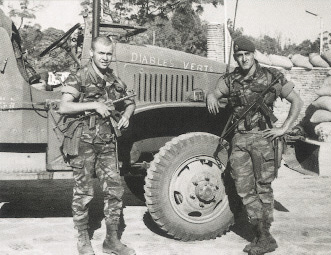
Zwei Angehörige des 2e régiment étranger de parachutistes bewaffnet mit MAT 49 in Kolwezi

Die Schlacht um Kolwezi war eine französisch-belgische Militäroperation in Zaire während des Zweiten Shaba-Krieges.
Am 19. und 20. Mai 1978 befreiten Fremdenlegionäre des französischen 2e régiment étranger de parachutistes und belgische Para-Commandos in Kolwezi mehr als 2000 europäische Geiseln aus der Hand von Rebellen. Die Situation entstand, nachdem die Front national de libération du Congo von Angola aus mit den zwei Shaba-Invasionen die rohstoffreichen Gebiete im Südosten Zaires unter ihre Kontrolle gebracht hatte. Der zairische Präsident Mobutu Sese Seko wurde daraufhin von Staaten des Westens unterstützt.
Während sich die französischen Truppen darauf konzentrierten, die Stadt in Besitz zu nehmen, evakuierten die am 20. Mai auf dem Flugplatz Kolwezi gelandeten belgischen Truppen die Europäer.

## Film
- La Légion saute sur Kolwezi, F 1980, Regie: Raoul Coutard